# فوزي جرانة
فوزي جرانة هو لاعب كرة سلة ليبي سابق، ولد في مدينة طرابلس عام 1942 و توفي يوم 9 أغسطس عام 2017، ويُعد من أبرز الشخصيات الرياضية مساهمة في تطوير كرة السلة الليبية باعتباره لاعباً ثم إدارياً.

## مسيرته الرياضية
بدأ فوزي جرانة مسيرته الرياضية في مدرسة طرابلس الثانوية تحت اشراف المدرب الفلسطيني محمود الفرا، ثم لعب لفريق النجم الطرابلسي و فاز معه ببطولة دوري الدرجة الثانية لكرة السلة سنة 1959/1960، ثم انتقل سنة 1961 إلى صفوف نادي الشباب العربي التقدمي حيث برز كلاعب مميز خلال السبعينيات حتى بداية التسعينيات مما جعله أبز لاعبي جيله على المستوي المحلي،
لعب للمنتخب الليبي لكرة السلة فترة الستينيات في عدة بطولات دولية منها
- بطولة معرض طرابلس الدولي
- بطولة دورة الألعاب العربية 1965
- البطولة الأفريقية 1965
- دورة ألعاب البحر المتوسط 1967

بعد اعتزاله اللعب، واصل جرانة مسيرته في مجال الإدارة الرياضية، حيث شغل عدة مناصب في الأندية والاتحادات، وكان من بين الشخصيات البارزة في الاتحاد الليبي لكرة السلة، حيث ساهم في تطوير اللعبة، وتنظيم البطولات، والاهتمام بالفئات السنية.